# Tarifas de congestión de Singapur

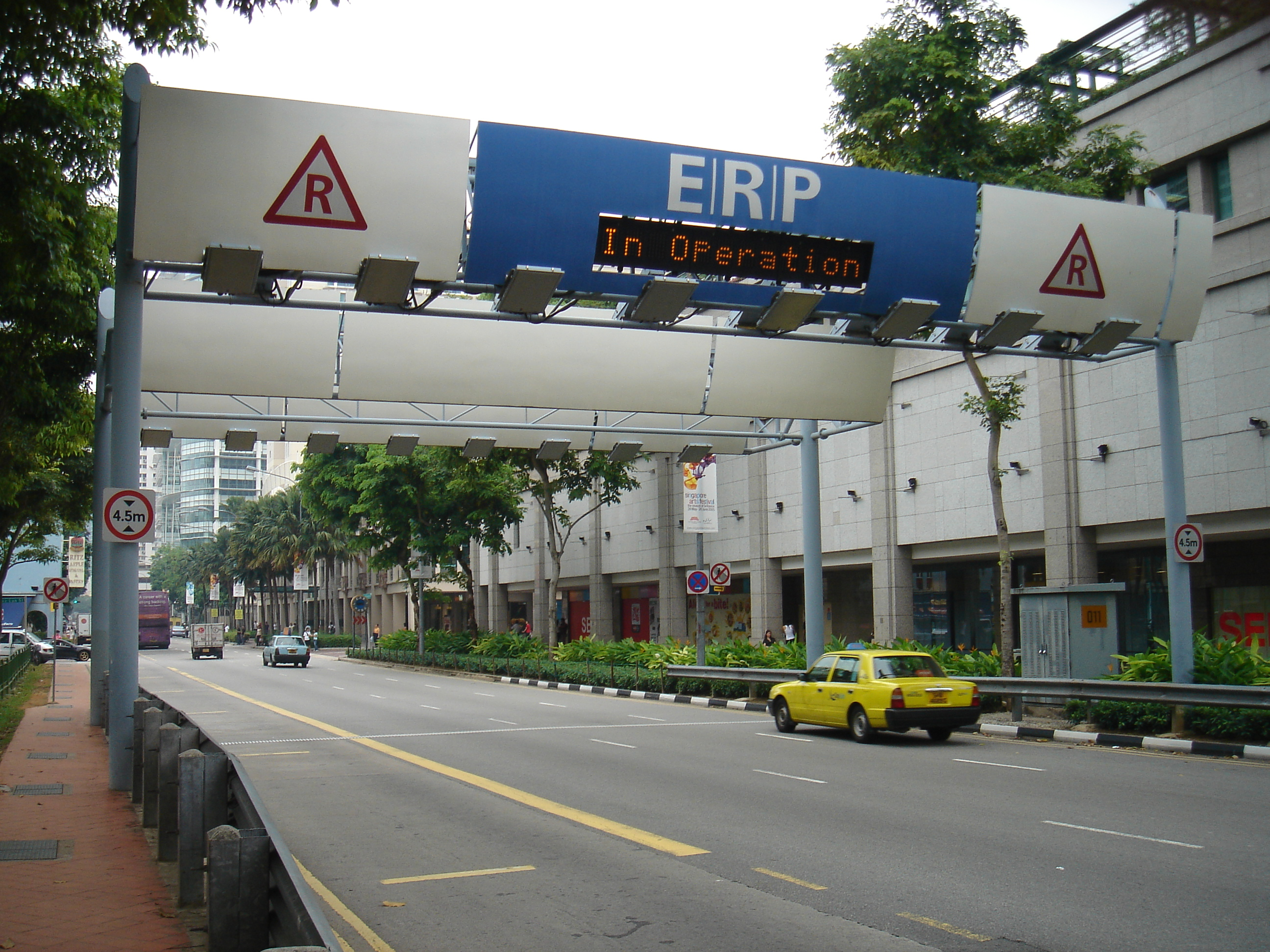
Puesto de cobro electrónico de peajes urbanos en North Bridge Road, Singapur.

Las Tarifas de congestión de Singapur (Inglés: Electronic Road Pricing (ERP); Malay: Sistem Kadar Jalan Elektronik; Chino: 电子道路收费系统) es un sistema de cobro electrónico de tarifas o peajes urbanos fundamentado en el concepto económico de tarifas de congestión. El cargo es cobrado a todos los vehículos entrando y saliendo del centro urbano de Singapur con el objetivo de administrar la demanda de tránsito por medio de desincentivos económicos. Desde los años setenta Singapur ha implantado estos peajes urbanos en combinación con otras medidas complementarias para restringir la oferta de vehículos y para mejorar el transporte público.
El sistema actualmente en operación, denominado "Tarifa vial electrónica" (ERP por sus siglas en inglés) fue implementado en septiembre de 1998 con el propósito de reemplazar y mejorar el sistema de permisos de acceso al área central de la ciudad (denominado ALS por la sigla en inglés de "Area Licensing Scheme"). El esquema manual de permisos ALS fue implantado en 1975 y es reconocido mundialmente como la primera aplicación práctica del concepto de tarifas de congestión para regular la magnitud de los flujos de tránsito en centros urbanos. Además, con la introducción del ERP, Singapur también fue la primera ciudad en el mundo en implantar con éxito y en forma permanente el cobro electrónico de peajes con fines de cobrar tarifas de congestión.

## Antecedentes
La introducción de esquemas de tarifas de congestión en Singapur desde los años setenta, ha sido una entre muchas políticas que han sido implementadas para evitar la congestión del tránsito urbano. Estas políticas restrictivas obedecen a las limitaciones de tierra disponibles en el país, a la necesidad de mantener competitividad económica y para evitar la paralización total del tráfico. Un aspecto clave de las políticas de administración de la demanda (TSM por la sigla en inglés de "Transportation Demand Management") utilizadas en Singapur han sido las medidas para restringir la adquisición de vehículos, ya sea a través de la imposición de altos costos a la propiedad de los vehículos, o mediante restricciones en el crecimiento de la flota de vehículos privados. Estas medidas incluyen un alto impuesto anual por concepto de derechos de circulación, elevados aranceles aduaneros a la importación de vehículos y altas tarifas para el registro de vehículos. Además de los desincentivos fiscales, la oferta de vehículos automotores fue regulada desde 1990, cuando se introdujo el Sistema de Cuotas de Vehículos. Estos elevados cargos de compra de los vehículos son considerados como el precio que los automovilistas deben pagar por el lujo de ser propietario de un automóvil, y se considera que el dinero recaudado por el Estado sirve para cubrir parte de los costos fijos asociados con la creciente infraestructura básica de carreteras. Por otra parte, los cargos directamente relacionados con el uso de los autos, como el impuesto de los combustibles (50% del precio final de venta), las altas tarifas de estacionamiento, y las tarifas de congestión (el ALS primero y el ERP después), también se suman a las medidas utilizadas por las autoridades públicas de Singapur para restringir todavía más los viajes en automóvil.
En paralelo al amplio conjunto de medidas, impuestos y tarifas viales, el gobierno singapurense ha realizado fuertes inversiones en el transporte público y en esquemas de "Park and Ride", con el propósito de proporcionar a los usuarios de automóvil con alternativas reales para cambiarse a sistemas de transporte más eficientes desde el punto de vista social, ambiental y económico, tales como el sistema de transporte público por autobús o el sistema de metro inaugurado en 1987. En resumen, la estrategia urbanística y de transporte de Singapur proporciona a los usuarios los incentivos para compensar las penalidades impuestas por las restricciones al uso del automóvil y como resultado, a pesar de contar con uno de los ingresos per cápita más altos de Asia, menos de 30% de los hogares singapurenses son propietarios de un automóvil.

## Descripción del sistema de control manual (ALS)
El sistema de permisos de acceso (ALS) fue formulado y diseñado en 1973, bajo el liderazgo de un comité interministerial de alto nivel. El esquema ALS fue implantado solamente después de un año de diálogo público y algunas modificaciones fueron hechas con base en la retroalimentación recibida de los ciudadanos. Además, el sistema de permisos fue vendido a la población como un paquete integral de medidas y mejoras al sistema de transporte público, lo cual permitió al gobierno ganar el apoyo del público hacia el entonces novedoso programa.
El sistema ALS consistió inicialmente de 34 puestos de control en el perímetro de la zona restringida (denominada RZ), y fueron colocadas estructuras elevadas para demarcar en forma visible el inicio del área que requería del permiso de acceso. En los puestos de control permanecían oficiales auxiliarias de policía, encargados de realizar el control visual y registrar manualmente cualquier violación. La multa por cada infracción era S$ 70, considerada elevada en esa época. Por razones obvias, los usuarios debían comprar anticipadamente una licencia especial de papel, a un precio de 3.00 USD por día, con la opción de comprar la licencia con validez solo para un día o para todo el mes. Estas licencias eran vendidas en oficinas de correos, estaciones de gasolina, tiendas de conveniencia y casetas especiales para la venta del ALS. Inicialmente, la licencia era necesaria para ingresar diariamente entre 07:30 – 09:30, con la excepción de domingos y feriados. La licencia debía ser mostrada durante las horas de operación en el parabrisas del carro o en el manubrio de las motocicletas. El horario de operación rápidamente tuvo que ser extendido a las 10:15 a. m., con el fin de controlar la oleada de vehículos esperando para entrar inmediatamente después de las 9:30 a. m. En 1989, la hora pico de la tarde también fue restringida, y el ALS fue extendido en 1994 para operar entre 07:30 – 18:30.
El ALS consiguió exitosamente mantener durante 23 años una circulación de tránsito fluida en el área central comercial de Singapur. Después 10 años de planificación y pruebas, en septiembre de 1998, el ALS fue descontinuado, y en su lugar fue implantado el ERP que automatizó completamente el cobro y permite el paso por los puntos de control sin que los vehículos tengan que detenerse, gracias a los avances en tecnología de cobro electrónico de peajes.

## Descripción del sistema electrónico (ERP)
El sistema ERP consiste de estructuras elevadas con el señalamiento vertical respectivo, ubicadas en todas las vías que accedan el área central comercial de Singapur. En estas estructuras también se ubica el sistema de sensores en dos estructuras, una en frente de la otra. Las cámaras también son ubicadas en esa estructura para fotografiar la matrícula trasera del vehículo en caso de que la tarjeta de débito no tenga suficientes fondos o no cuente con el dispositivo de pago.  El sistema ERP de cobro electrónico de peajes urbanos también se ubica en vías rápidas y carreteras principales con altos volúmenes de tráfico con el propósito de desincentivar su uso durante las horas pico. Un dispositivo transmisor/emisor, denominado "transponder" (abreviatura del inglés de Transmitter-responder), es colocado dentro del vehículo en la esquina inferior derecha del parabrisas cerca del conductor (en Singapur el sentido de circulación es por la izquierda), dentro del cual se coloca una tarjeta de débito especial, llamada "CashCard", que sirve para debitar los cargos automáticamente cada vez que el usuario pase por un puesto de control. En Singapur es obligatorio para todos los vehículos contar con esta unidad interna si desean usar las vías con peaje urbano. Los extranjeros utilizando vehículos registrados fuera del país también deben pagar durante las horas de operación del ERP, y cuentan con la opción de alquilar un "transponder" o pagar una tarifa fija de 5.00 USD por día.

## Impactos
Con base en las estadísticas del The Journey - "Singapore's Land transport Story"', el volumen de tráfico entrando a la Zona Restringida era de 32.500 vehículos en junio de 1975. Cuando el sistema de permisos ALS entró en operación, el flujo de vehículos cayó para 7.700, entre 07:30 - 9:30, una impresionante reducción  del 76%; con 9% de los usuarios cambiando su modo de viaje para transporte público. El uso de transporte público para los viajes al trabajo dentro de la zona restringida "se incrementó abruptamente del 33% antes del ALS para cerca del 70% en 1983". Cuando en 1994 el ALS fue extendido a todo el día, el resultado fue una reducción inmediata del 9,3% en el flujo de tránsito entrando y saliendo de la zona restringida.
Según las estadísticas del Land Transport Authority -LTA (ente público a cargo de la administración del sistema), el ERP influenció los patrones de viaje hacia el área central de Singapur desde su implantación en 1998. La LTA reporta que con el ERP el flujo de tránsito disminuyó en casi 25.000 vehículos durante las horas pico, mientras que las velocidades de operación aumentaron en casi un 20%. Dentro de la propia zona restringida, el volumen de tráfico se redujo en casi un 13% durante las horas de operación del ERP, lo que representa una disminución de 270.000 a 235.000 vehículos. También fue observado que el número de usuarios compartiendo el viaje mediante el sistema de car-pool se ha incrementado, mientras que la intensidad de la hora pico gradualmente ha disminuido, extendiéndose en las hora fuera del pico, lo que significa un uso más productivo del limitado espacio vial. También se ha observado que las velocidad medias en vías expresas y arterias principales se ha mantenido casi constante, a pesar de que los volúmenes de tránsito han aumentado en el transcurso de los años.